# 프리모 카르네라

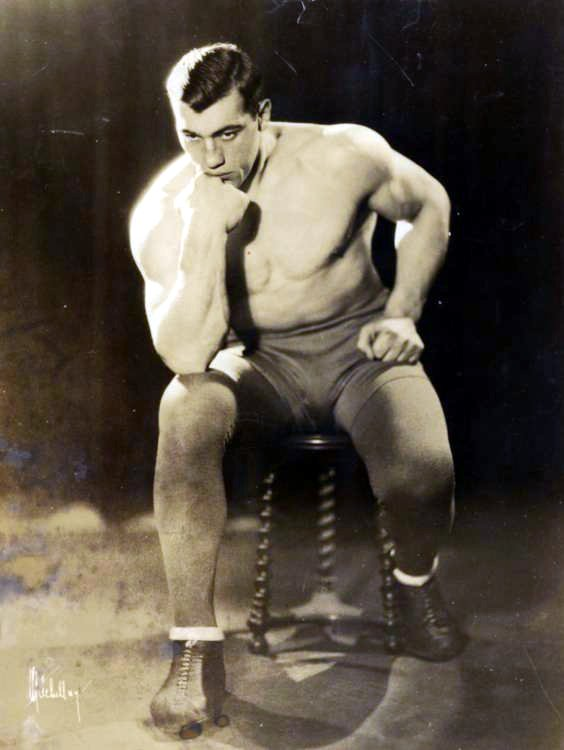

프리모 카르네라(Primo Carnera, 1906년 10월 26일 ~ 1967년 6월 29일)는 이탈리아의 권투 선수, 배우, 프로 레슬링 선수, 영화배우이다.

## 영화
- 헤라클레스의 대역습 (1959년)
- 헤라클레스 (1958년)
- 뒷골목의 미소 (1955년)
- 카사노바의 빅 나이트 (1954년)
- 프린스 밸리언트 (1954년)
- 밤쉘 (1933년) - 본인 역
- 더 프라이즈파이터 앤 더 레이디 (1933년)